# Truth and Consequences (Beverly Hills, 90210)
Truth and Consequences is de negenentwintigste aflevering van het vierde seizoen van het tienerdrama Beverly Hills, 90210, die voor het eerst werd uitgezonden op 4 mei 1994.

## Verhaal
Donna en Kelly praten wat bij in de Peach Pitt, Kelly maakt zich ongerust over Brenda nu ze haar auditie heeft verpest. Brenda rent binnen met de mededeling dat ze de rol heeft, iedereen is verbaasd hoe dit kan. Laura is woedend dat ze de hoofdrol niet heeft maar als vervangster en Steve snapt er ook niets van en wil Roy wel even de waarheid vertellen. Als de repetities beginnen dan horen ze dat Roy erg gehecht is dat iedereen altijd op tijd komt, zo niet dan kunnen ze de spullen pakken. Steve hoort later dat Brenda bij Roy thuis is geweest dan denkt hij dat ze met hem naar bed is gegaan om de rol te krijgen. Dit vertelt hij aan Laura en zij wil nu ervoor zorgen dat Brenda eruit gezet wordt. De eerste manier is dat zij belt als een medewerkster naar Brenda’s huis met de mededeling dat de repetitie verzet is naar 4 uur in plaats van 1 uur. Als Brenda om 4 uur binnenkomt dan is Roy boos en wil haar ontslaan. Na veel smeken mag ze toch blijven, nu wil Laura met Steve’s hulp Brenda verwonden zodat ze zeker moet stoppen. Nu wordt Steve toch bang van haar en roept de hulp in van de vrienden. Brenda hoort ook van het gerucht en gaat naar Roy of hij dit kan stoppen, Roy vertelt aan Laura dat ze kan vertrekken. Laura is helemaal radeloos en wil een eind aan haar leven maken. Steve vindt een afscheidsbrief van Laura en gaat naar het theater waar ze het wil doen. Onderweg komt Steve Brenda tegen en vraagt haar voor hulp. Samen gaan ze naar binnen en vinden Laura die op het punt staat om te springen. Steve kan haar net op tijd tegenhouden en ze wordt opgenomen in het ziekenhuis. Steve vraagt Brenda voor vergiffenis, maar ze kan het nog niet geven.
Erica wil een vraaggesprek afnemen met Suzanne voor een werkstuk voor school. Suzanne denkt dat ze beter Kevin kan kiezen omdat hij veel interessanter werk doet, Dylan beaamt dat. Later op de dag komen Suzanne en Kevin aan Dylan vertellen dat ze gaan trouwen, Dylan is blij voor hen maar Kelly reageert koeltjes. Dit tot ergernis van Dylan. Als Dylan en Erica gaan kijken op het werk van Kevin is vooral Dylan enthousiast over zijn werk. Later vertelt Kevin dat hij ontslag heeft genomen en wil een betere baan zodat hij het milieu beter en schoner kan maken.
Brandon moet bij hoofd Arnold komen en hoort daar dat hij een toespraak mag gaan houden in Washington D.C. voor de president. Voordat hij daarheen gaat mag hij eerst naar Berkeley voor een bijeenkomst. Als hij thuis aan het pakken is dan gaat de deurbel, bij het open doen ziet hij dat het Clare is met twee tickets, ze gaat mee naar Berkeley. Dit gaat Brandon te ver en vertelt haar dat dit niet doorgaat. Hij besluit om met hoofd Arnold open kaart te spelen wat betreft Clare. Als hij dit vertelt aan Clare vertelt zij dat hij hier spijt van krijgt.

## Rolverdeling
- Jason Priestley - Brandon Walsh
- Shannen Doherty - Brenda Walsh
- Jennie Garth - Kelly Taylor
- Ian Ziering - Steve Sanders
- Gabrielle Carteris - Andrea Zuckerman
- Luke Perry - Dylan McKay
- Brian Austin Green - David Silver
- Tori Spelling - Donna Martin
- Carol Potter - Cindy Walsh
- James Eckhouse - Jim Walsh
- Kathleen Robertson - Clare Arnold
- Mark D. Espinoza - Jesse Vasquez
- Joe E. Tata - Nat Bussichio
- Noley Thornton - Erica McKay
- Kerrie Keane - Suzanne Steele
- David Hayward - Kevin Weaver
- Nicholas Pryor - Milton Arnold
- Tracy Middendorf - Laura Kingman
- Jason Carter - Roy Randolph